# Tiempo de vivir (álbum de Mercurio)
Tiempo de vivir es el tercer álbum de estudio del grupo mexicano Mercurio. Fue lanzado en 1998 bajo la discográfica Sony Music.

## Lista de canciones
| Tiempo de vivir |                        |          |  |
| N.º             | Título                 | Duración |  |
| 1.              | «Tiempo de vivir»      | 4:13     |  |
| 2.              | «Nieve En El Desierto» | 4:02     |  |
| 3.              | «Chicas - Donne»       | 2:35     |  |
| 4.              | «Por Ella»             | 3:50     |  |
| 5.              | «Metida En Mis Huesos» | 3:55     |  |
| 6.              | «Baila Conmigo»        | 3:15     |  |
| 7.              | «Candela»              | 4:18     |  |
| 8.              | «Hadas De Bangladesh»  | 4:20     |  |
| 9.              | «Angela»               | 4:06     |  |
| 10.             | «Azúcar y Maldad»      | 4:06     |  |
| 11.             | «Amiga»                | 4:14     |  |
| 12.             | «Noche De Verano»      | 4:31     |  |
| 13.             | «La Fuerza Del Alma»   | 4:39     |  |

## Integrantes
- Alex Sirvent
- Héctor Ugarte
- Alfonso Barbosa
- Dany Merlo
- Rodrigo Sieres

- Datos: Q25414752